# Хасвик
Хасвик (норв. Hasvik,сев.‑саам. Ákŋoluovtta gielda) — коммуна в губернии Финнмарк в Норвегии. Административный центр коммуны — город Брейвикботн. Официальный язык коммуны — букмол. Население коммуны на 2007 год составляло 998 чел. Площадь коммуны Хасвик — 556,18 км², код-идентификатор — 2015.

## История населения коммуны
Население коммуны за последние 60 лет.